# Little Britain USA
Little Britain USA est une série télévisée américaine en six épisodes de 30 minutes, adaptée de la série britannique Little Britain créée par Matt Lucas et David Walliams, et diffusée entre le 28 septembre et le 2 novembre 2008 sur HBO.
En France, la série a été diffusée sur Canal+ puis sur MCM, en Belgique et au Luxembourg sur BeTV. Elle reste inédite dans les autres pays francophones.

## Distribution

### Principale
- Matt Lucas (VF : Jérôme Pauwels) : personnages variés
- David Walliams (VF : Boris Rehlinger) : personnages variés
- Tom Baker (VF : Patrick Poivey) : le narrateur

### Récurrente
- Membres des Gros (Fat Fighters)
  - Peggy Miley (en) : Anna
  - Tonita Castro (en) (VF : Emmanuelle Rivière) : la "sans papiers"
  - Brad Grunberg (VF : Denis Boileau) : Tony
  - Lorna Scott (VF : Élisabeth Fargeot) : Jenny
  - Leslie Berger
  - Stevie Mack
  - John Richard Petersen
  - Julie Brister
- Brett Gentile : différents rôles
- Geraldine James (VF : Évelyne Grandjean) : Celia Pincher
- Matt Malloy (VF : Denis Boileau) : Lewis Pincher
- Nancy Lenehan (VF : Élisabeth Fargeot) : Kelly Pincher
- Carla Jimenez (en) : Helen Fisher
- Davenia McFadden (VF : Véronique Alycia) : surveillante du camp
- Rose Bae : Kim
- Rachel Bahler (VF : Laëtitia Lefebvre) : Lindsay
- Matt Walsh (VF : Denis Boileau) : Porte-parole

### Invités
- Rosie O'Donnell (VF : Véronique Alycia) : elle-même (épisode 1)
- Ann Cusack
- Harry Lennix (VF : Thierry Desroses) : le président des États-Unis (4 épisodes)
- Vivica A. Fox (VF : Géraldine Asselin) : la première Dame des  États-Unis (épisode 2)
- Paul Rudd (VF : Jérémy Prévost) : le président de la France (épisode 3)
- Sting (VF : Emmanuel Karsen) : Swing (épisode 4)
- Hilarie Burton (VF : Laëtitia Lefebvre) : étudiante lesbienne
- Kaira Akita (VF : Géraldine Asselin) : étudiante lesbienne

 Source et légende : version française (VF) sur RS Doublage

## Épisodes
Les six épisodes, sans titres, sont numérotés de un à six.